# Prionus integer
Prionus integer är en skalbaggsart som beskrevs av Leconte 1851. Prionus integer ingår i släktet Prionus och familjen långhorningar. Inga underarter finns listade i Catalogue of Life.